# 태풍 킬로

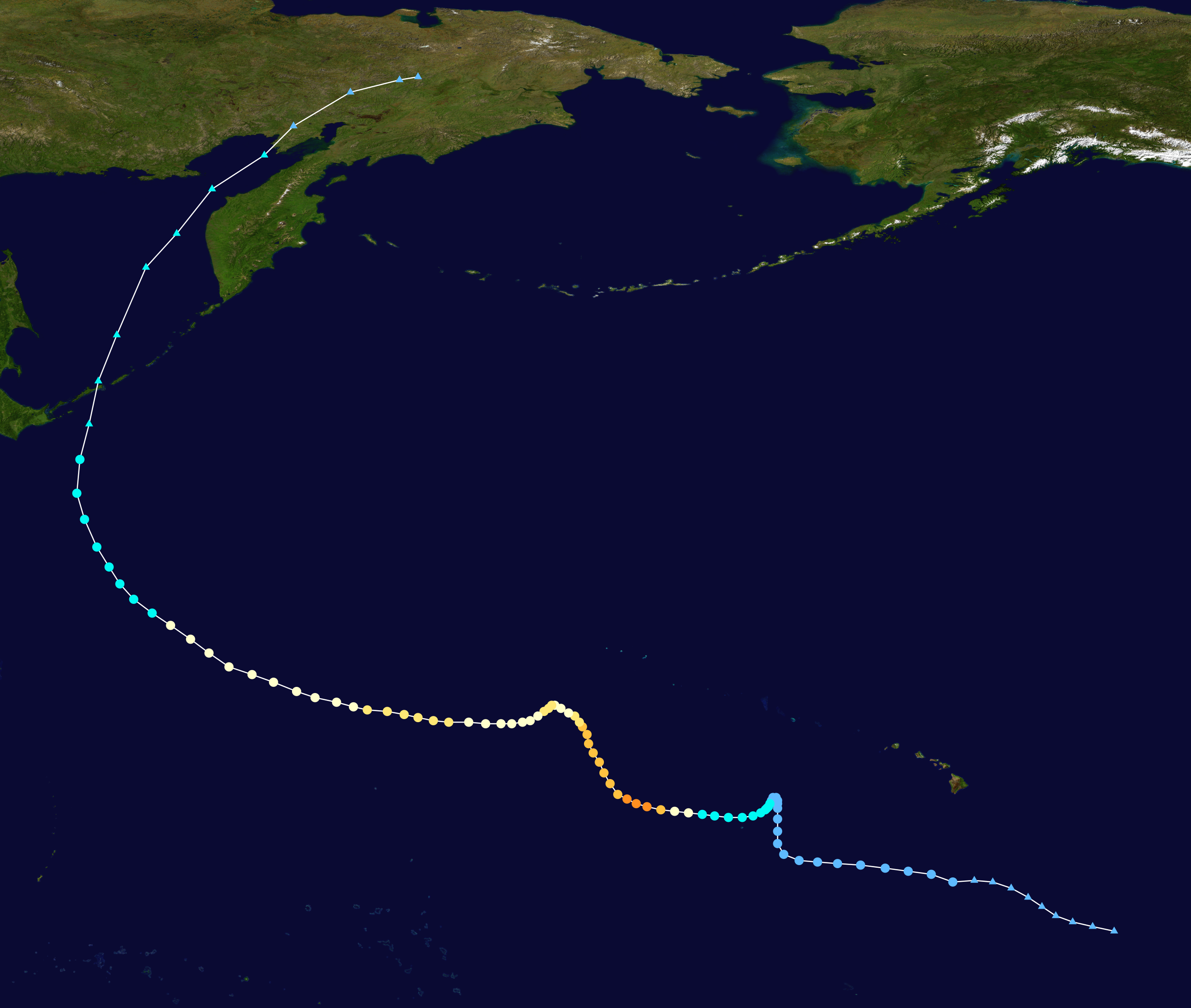
킬로의 이동 경로

2015년 제17호 태풍 킬로 또는 메이저 허리케인 킬로 (KILO)는 8월 21일 오후 9시에 중심기압 1004hPa, 최대풍속 18m/s(1분 평균 풍속)의 열대폭풍으로 미국 하와이 힐로 남남동쪽 약 860km 부근 해상에서 발생하였다. 발생 후 서~서북서진하며 수온이 낮은 해역으로 들어가면서 열대저압부로 약화되었다가 수온이 높은 날짜변경선 부근 해상으로 진입했고, 8월 27일 오전 3시에 미국 존스턴 환초 북동쪽 약 270km 부근 해상에서 중심기압 1004hPa, 최대풍속 18m/s(1분 평균 풍속)의 열대폭풍으로 재발달했다. 그 때부터 서남서~서북서진하며 발달을 시작해서 8월 29일 오후 3시에 미국 존스턴 환초 서북서쪽 약 420km 부근 해상에서 중심기압 985hPa, 최대풍속 33m/s(1분 평균 풍속)의 허리케인으로 발달했고, 서남서진하며 계속 발달해서 8월 30일 오후 3시에는 미국 존스턴 환초 서북서쪽 약 800km 부근 해상에서 중심기압 940hPa, 최대풍속 61m/s(1분 평균 풍속)의 메이저 허리케인으로 최성기를 맞이했다. 메이저 허리케인으로 발달해서 최성기를 맞은 뒤 서북서~북북서진하며 조금씩 약화되면서 날짜변경선을 통과하였고, 9월 1일 오후 3시에 중심기압 945hPa, 최대풍속 49m/s, 강풍 반경 280km, 크기 '소형'의 매우 강한 태풍으로 일본 센다이 동남동쪽 약 4,080km 부근 해상에서 태풍으로 인정되었다.(일본 기상청 태풍정보 기준) 태풍으로 인정된 이후에도 서남서~서~서북서진하며 이동했지만 최성기 세력 수준까지 다시 도달하지 못하고 계속 약화 및 온대저기압화가 진행되어서, 9월 11일 오후 9시에 일본 삿포로 동쪽 약 530km 부근 해상에서 중심기압 980hPa의 온대저기압으로 변질되었다.(한국 기상청 태풍정보 기준으로는 중심기압 994hPa) 킬로는 중태평양상의 허리케인이 이동한 것으로 하와이 남자아이 이름을 의미한다. 열대저기압 킬로는 할롤라처럼 하와이 남자아이 이름을 의미한다. 

## 같이 보기
- 태풍 이오케
- 태풍 제네비브
- 허리케인 헥터 (2018년)